# Liste der Kreisstraßen im Enzkreis
Diese Liste enthält die Kreisstraßen im baden-württembergischen Enzkreis.

## Abkürzungen
- K: Kreisstraße
- L: Landesstraße

## Liste
Die Kreisstraßen behalten die ihnen zugewiesene Nummer nicht bei einem Wechsel in einen anderen Stadt- oder Landkreis. Nicht vorhandene bzw. nicht nachgewiesene Kreisstraßen sind kursiv gekennzeichnet, ebenso Straßen und Straßenabschnitte, die unabhängig vom Grund (Herabstufung zu einer Gemeindestraße oder Höherstufung) keine Kreisstraßen mehr sind.
Der Straßenverlauf wird in der Regel von Nord nach Süd und von West nach Ost angegeben.
| Nr.    | Verlauf |
| ------ | --- |
| K 4500 | L 1125 in Niefern – Kreisgrenze – (K 9801 in Pforzheim)                                                                                        |
| K 4501 | L 1125 – Öschelbronn – L 1135 in Wurmberg |
| K 4502 | L 1125 in Großglattbach – Serres – K 4503 – L 1135                                                                                             |
| K 4503 | K 4502 in Serres – L 1135 |
| K 4504 | K 4505 in Lomersheim – L 1125 |
| K 4505 | L 1134 in Dürrmenz – Lomersheim – K 4504 – K 4506 – K 4507 – Kreisgrenze – (K 1648 im Landkreis Ludwigsburg)                                   |
| K 4506 | – K 4505 – Mühlhausen an der Enz |
| K 4507 | K 4574 in Illingen – – K 4505 |
| K 4508 | K 4579 in Illingen – |
| K 4510 | L 1131 in Schützingen – K 4511 – K 4574 in Illingen                                                                                            |
| K 4511 | L 1131 in Schützingen – K 4510 in Schützingen                                                                                                  |
| K 4512 | – L 1134 in Lienzingen |
| K 4513 | L 1131 in Maulbronn – Schmie – |
| K 4514 | L 1134 – Kreisgrenze – (K 2061 im Landkreis Heilbronn)                                                                                         |
| K 4516 | L 554 in Knittlingen – K 4518 – Freudenstein – K 4517 – L 1134 in Diefenbach                                                                   |
| K 4517 | K 4516 in Freudenstein – K 4518 – L 1131 |
| K 4518 | K 4516 in Freudenstein – K 4517 |
| K 4519 | (K 3571 im Landkreis Karlsruhe) – Kreisgrenze – L 554 in Knittlingen                                                                           |
| K 4520 | L 554 in Knittlingen – (– Abzweig zur K 3570 im Landkreis Karlsruhe) – Kleinvillars – L 611 in Ölbronn                                         |
| K 4521 | – L 1131 in Maulbronn |
| K 4523 | K 4525 in Dürrn – L 1132 in Ötisheim |
| K 4525 | L 611 in Ölbronn – Dürrn – K 4523 – K 4527 – K 4526 – K 4530 – Kieselbronn – K 4528 – Kreisgrenze – (K 9802 in Pforzheim)                      |
| K 4526 | K 4525 in Kieselbronn – L 1173 |
| K 4527 | – K 4525 in Dürrn |
| K 4528 | K 4530 in Kieselbronn – K 4525 – Kreisgrenze – (K 9807 in Pforzheim)                                                                           |
| K 4530 | L 621 in Eisingen – K 4531 – – Kieselbronn – K 4528 – K 4525                                                                                   |
| K 4531 | (K 3568 im Landkreis Karlsruhe) – Kreisgrenze – Nußbaum – L 611 – Göbrichen – K 4530 – L 621 – L 570 in Ispringen                              |
| K 4532 | K 4533 – Kreisgrenze – (K 3567 im Landkreis Karlsruhe)                                                                                         |
| K 4533 | (K 3565 im Landkreis Karlsruhe) – Kreisgrenze – K 4532 – L 611 in Stein                                                                        |
| K 4535 | (K 3562 im Landkreis Karlsruhe) – Kreisgrenze – Darmsbach – L 339 in Wilferdingen                                                              |
| K 4537 | (K 3564 im Landkreis Karlsruhe) – Kreisgrenze – L 339 in Nöttingen                                                                             |
| K 4538 | L 570 in Ersingen – – L 562 – K 4539 – Birkenfeld – K 4540 – L 565                                                                             |
| K 4539 | K 4538 – Kreisgrenze – (K 9803 in Pforzheim)                                                                                                   |
| K 4540 | K 4538 in Birkenfeld – L 565 in Birkenfeld |
| K 4541 | K 4576 – L 565 – L 338 in Neuenbürg |
| K 4542 | K 4575 in Weiler – Ottenhausen – K 4546 – L 339 – Arnbach – K 4545 – L 565                                                                     |
| K 4545 | L 339 – Arnbach – K 4542 – K 4576 in Gräfenhausen                                                                                              |
| K 4546 | K 4542 in Ottenhausen – Feldrennach – K 4547 – K 4572 – L 565                                                                                  |
| K 4547 | (K 3559 im Landkreis Karlsruhe) – Kreisgrenze – Feldrennach – K 4546 – L 565 in Schwann                                                        |
| K 4548 | L 622 in Langenalb – L 565 |
| K 4549 | (K 3555 im Landkreis Karlsruhe) – Kreisgrenze – L 622 in Langenalb                                                                             |
| K 4550 | L 565 in Langenalb-Holzbachtal – K 4551 |
| K 4551 | (K 4330 im Landkreis Calw) – Kreisgrenze – K 4550 – L 339                                                                                      |
| K 4552 | L 339 – L 340 |
| K 4553 | L 338 in Grunbach – Kreisgrenze – (K 4319 im Landkreis Calw)                                                                                   |
| K 4554 | (K 4320 im Landkreis Calw) – Kreisgrenze – Kreisstraße ohne Anschluss an eine klassifizierte Straße – Kreisgrenze – (K 4318 im Landkreis Calw) |
| K 4556 | (K 4321 im Landkreis Calw) – Kreisgrenze – K 4557 – L 574 in Schellbronn                                                                       |
| K 4557 | (K 9804 in Pforzheim) – Kreisgrenze – K 4556                                                                                                   |
| K 4558 | L 574 in Schellbronn – Hamberg – K 4559 – L 573 in Steinegg                                                                                    |
| K 4559 | K 4558 – L 573 in Neuhausen |
| K 4561 | K 4577 in Neuhausen – Kreisgrenze – (K 1019 im Landkreis Böblingen)                                                                            |
| K 4562 | L 572 in Mühlhausen an der Würm – K 4577 in Lehningen                                                                                          |
| K 4563 | L 573 in Tiefenbronn – L 572 in Mühlhausen an der Würm                                                                                         |
| K 4564 | (K 9806 in Pforzheim) – Kreisgrenze – Tiefenbronn – K 4565 – L 573                                                                             |
| K 4565 | L 1175 in Wimsheim – K 4566 – K 4564 in Tiefenbronn                                                                                            |
| K 4566 | (K 9800 in Pforzheim) – Kreisgrenze – K 4565 – L 1175 in Friolzheim                                                                            |
| K 4567 | L 1179 – Kreisgrenze – (K 1016 im Landkreis Böblingen)                                                                                         |
| K 4568 | L 1175 in Wimsheim – L 1134 in Mönsheim |
| K 4569 | L 1134 – Kreisgrenze – (K 1017 im Landkreis Böblingen)                                                                                         |
| K 4570 | L 1135 – Neubärental – L 1135 in Wurmberg |
| K 4571 | L 565 in Birkenfeld – |
| K 4572 | Pfinzweiler – K 4546 |
| K 4573 | (K 9808 in Pforzheim) – Kreisgrenze – K 4582 – Niefern –                                                                                       |
| K 4574 | / in Illingen – K 4507 – K 4579 – Kreisgrenze – (K 1699 im Landkreis Ludwigsburg)                                                              |
| K 4575 | (K 3583 im Landkreis Karlsruhe) – Kreisgrenze – Weiler – K 4542 – L 562                                                                        |
| K 4576 | L 339 in Ellmendingen – Gräfenhausen – K 4545 – Obernhausen – K 4541 – L 565 in Birkenfeld                                                     |
| K 4577 | L 573 in Neuhausen – K 4561 – Lehningen – K 4562 – Kreisgrenze – (K 1061 im Landkreis Böblingen)                                               |
| K 4578 | L 1135 in Iptingen – L 1134 in Mönsheim |
| K 4579 | K 4574 in Illingen – K 4508 – Kreisgrenze – (K 1697 im Landkreis Ludwigsburg)                                                                  |
| K 4580 | Singen – L 570 – in Wilferdingen |
| K 4581 | – Waldrennach – Kreisgrenze – (K 4378 im Landkreis Calw)                                                                                       |
| K 4582 | K 4573 in Niefern – /L 1125 |